# David Palmer (Squashspieler)
David Troy Palmer, OAM (* 28. Juni 1976 in Lithgow, New South Wales) ist ein ehemaliger australischer Squashspieler.

## Leben und Karriere
David Palmer ist seit 2005 mit Melinda Palmer verheiratet und hat zwei Töchter. Er lebt in Boston in den Vereinigten Staaten.
Er begann seine Karriere im Jahr 1995, in deren Verlauf er auf der PSA World Tour 55 Mal im Finale stand und 27 Titel gewann. Zweimal konnte er die Weltranglistenführung übernehmen: Von September bis einschließlich Dezember 2001 und nochmals für einen Monat im Februar 2006. Zu seinen größten Erfolgen gehören die beiden Siege bei der Einzelweltmeisterschaft 2002 und 2006. Hinzu kommen zahlreiche weitere Titel: Bereits 2000 gewann er die PSA Super Series Finals. 2001 und 2003 wurde er als Kapitän mit der australischen Nationalmannschaft Weltmeister. Er nahm außerdem noch 2007, 2009 und 2011 an den Mannschaftsweltmeisterschaften teil. 2004 gewann er an der Seite von Landsfrau Rachael Grinham den Weltmeistertitel im Mixed. Bei den Commonwealth Games errang Palmer insgesamt drei Gold-, zwei Silber- sowie vier Bronzemedaillen. Bei den Spielen 2006 vor heimischer Kulisse in Melbourne unterlag er im Finale Peter Nicol. Bei den British Open konnte er 2001, 2003, 2004 und 2008 insgesamt vier Titel gewinnen. Damit gehört David Palmer zu den erfolgreichsten Squashspielern der Geschichte. Bei der Weltmeisterschaft 2011 in Rotterdam beendete David Palmer, der aufgrund seiner starken Physis den Spitznamen „the Marine“ erhielt, nach einer Niederlage im Viertelfinale gegen Karim Darwish seine professionelle Karriere. In der Weltrangliste stand er zu diesem Zeitpunkt auf Position neun. Trotz dessen nahm er nochmals 2013 mit der australischen Mannschaft an der Weltmeisterschaft sowie 2014 und 2018 an den Commonwealth Games teil.
David Palmer hatte während seines Profidaseins drei verschiedene Trainer. Dabei arbeitete er von 1999 bis zu seinem Karriereende mit Shaun Moxham zusammen, einem Großteil seiner aktiven Karriere.
Er gründete nach seiner aktiven Karriere eine Trainerakademie, die zunächst in Orlando, Florida, angesiedelt war. 2016 wurde er Cheftrainer der Cornell University in Ithaca. Zudem ist er Mitbesitzer des Sportartikelherstellers und -händlers Black Knight.

## Erfolge
- Weltmeister: 2002, 2006
- Weltmeister mit der Mannschaft: 2001, 2003
- Vizeweltmeister im Doppel: 2016 (mit Zac Alexander)
- Weltmeister im Mixed: 2004 (mit Rachael Grinham)
- Gewonnene PSA-Titel: 27
- 5 Monate Weltranglistenerster
- 10 Jahre ununterbrochen in den Top Ten der Weltrangliste
- Commonwealth Games: 3 × Gold (Doppel und Mixed 2014, Doppel 2018), 2 × Silber (Einzel 2006, Doppel 2010), 4 × Bronze (Einzel und Doppel 2002, Doppel und Mixed 2006)